# Dilasaini
Dilasaini (nep. डिलाशैनी) – gaun wikas samiti w zachodniej części Nepalu w strefie Mahakali w dystrykcie Baitadi. Według nepalskiego spisu powszechnego z 2011 roku liczył on 1054 gospodarstwa domowe i 5695 mieszkańców (2910 kobiet i 2785 mężczyzn).